# Psycloop
Psycloop (Engels: Psyclops) is een relatief kort sciencefictionverhaal van Brian Aldiss. Onderwerpen zijn telepathie en ruimtevaart.

## Het verhaal
Het verhaal speelt zich af in een niet nader omschreven toekomst. Man en zijn zwangere vrouw Judy zijn onderweg naar Aarde. Zij maakten een tussenstop op de planeet Mirone, op een afstand van 90 lichtjaren van die Aarde. Vader wordt daarbij gevangengenomen, de zes maanden zwangere moeder weet het ruimteschip nog te halen en de reis voort te zetten. Gedurende zijn gevangenschap, mogelijk in aanloop naar een executie, roept de vader zijn foetuszoon op. Doordat vader niet meer aan boord is, klopt de berekende koers niet meer en zal het ruimteschip zonder correctie nooit de Aarde bereiken. De zoon zal zodra hij binnen het bereik van de TRA (Telepatische Radiaal Aarde) is, daar moeten vragen om de koers opnieuw te berekenen en in te voeren.
Aldiss stelde in het verhaal zelf de voorwaarden vast voor (zijn versie van) telepathie:
- telepathie is niet afhankelijk van een maximumsnelheid; materieel kan niet sneller dan de lichtsnelheid; telepathie vindt direct plaats, hoe groot de afstand ook is;
- telepathie is wel afhankelijk van de afstand; de maximale afstand waarover telepathie kan plaatsvinden is 45 lichtjaar;
- de vader en aanstaande zoon zijn telepathisch, de vrouw en de tweelingzus (ook nog foetus) niet;
- het bewustzijn van telepathie van foetussen wordt normaliter gestimuleerd als het kind 7,5 maand oud is, maar is al aanwezig als het 6 maanden oud is;
- het is geen natuurlijke aanleg; het kind moet ingeleid worden in de telepathie.